# Рионеро-Саннитико
Рионеро-Саннитико (итал. Rionero Sannitico) — коммуна в Италии, располагается в регионе Молизе, в провинции Изерния.
Население составляет 1128 человек (2008 г.), плотность населения составляет 40 чел./км². Занимает площадь 28 км². Почтовый индекс — 86087. Телефонный код — 0865.
Покровителем коммуны почитается святой Мариан, празднование 30 апреля.

## Демография
Динамика населения:

## Администрация коммуны
- Официальный сайт: